# Кушнерук Дмитро Володимирович
Дмитро́ Володи́мирович Кушнеру́к (16 січня 1983, Одеса) — український дипломат. Генеральний консул України в Сан-Франциско (США) (з 2020).

## Біографія
Народився 16 січня 1983 року в Одесі. Закінчив Інститут міжнародних відносин Київського національного університету імені Тараса Шевченка, здобувши ступінь магістра з міжнародного права, та Одеську національну юридичну академію. Вільно володіє англійською мовою.
З 2006 року обіймав різні посади в Адміністрації Президента України.
У 2012—2014 рр. — працював за кордоном на посаді радника Постійного представництва України при Організації Об'єднаних Націй (Нью-Йорк).
У 2014—2020 рр. — був заступником керівника Головного департаменту державного протоколу та церемоніалу Адміністрації Президента України.
З липня 2020 року — Генеральний консул України в Сан-Франциско. З консульським округом, що охоплює територію штатів Айдахо, Аляска, Вайомінг, Вашингтон, Гаваї, Каліфорнія, Монтана, Невада, Орегон та Юта.
Має дипломатичний ранг Надзвичайного і Повноважного Посланника першого класу.